# Ochotona forresti
Ochotona forresti és una espècie de pica de la família dels ocotònids que viu a la Xina, l'Índia, Myanmar i Bhutan.
Aquest tàxon fou anomenat en honor del botànic escocès George Forrest.